# باجگیران
باجگیران شهری در بخش باجگیران شهرستان قوچان استان خراسان رضوی ایران است. این شهر نقطهٔ صفر مرزی بین ایران و ترکمنستان است.
شهر باجگیران در ۷۸ کیلومتری شمال شهر قوچان و دو کیلومتری جنوب مرز ایران و جمهوری ترکمنستان قرار دارد.

## تاریخچه
مردم آن از فارس‌ها و کردهای کرمانج تیرهٔ سیوکانلو هستند که از شرق ترکیه به این منطقه مهاجرت کرده‌اند و ترکها هستند. مذهب تمامی اهالی شیعه دوازده‌امامی است.
در ۱۰ اردیبهشت ۱۳۰۸ زمین لرزه‌ای شمال شرقی ایران و ترکمنستان را لرزاند که بر اثر آن خانه‌های باجگیران آسیب دید.
منطقه باجگیران دولت خانه و چنزقان در قدیم زمستانگاه کُردهای تیرهٔ کیلانلو بود.
بخش باجگیران که یکی از مراکز مهم داد و ستد ایران - ترکمنستان می‌باشد توسط چپانلوئی‌ها بنا گردیده‌است.
اداره گمرگ‌های ایران در زمانی که در دوره قاجار به بلژیکی‌ها واگذار شده‌بود برای گرفتن سهم دولت از کالاهایی که از مرز عشق‌آباد خارج می‌شد باج‌گیرهایی را که اسب و تفنگ داشتند برای این کار استخدام کرد. این افراد باج‌گیر نخست در روستای بردر (در ۸ کیلومتری باختر باجگیران) جای گرفتند. بعداً که این گروه به محل کنونی شهر باجگیران انتقال یافتند نام آن‌ها (باجگیران) نیز به محل جدید داده شد. محل گمرک نخست ساختمان حاتم بیک، سپس کاروانسرای حاجی قربان و پس از آن به محل فعلی که با کمک آلمانی‌ها ساخته شده‌است منتقل شد.

## جمعیت
بر پایه سرشماری عمومی نفوس و مسکن در سال ۱۳۹۵ جمعیت این شهر ۵۹۴ نفر (در ۱۸۸ خانوار) بوده‌است.